# Жаклін Андере
Марія Есперанса Жаклін Андере Агілар (ісп. María Esperanza Jacqueline Andere Aguilar; нар. 20 серпня 1938, Мехіко) — мексиканська акторка театру, кіно та телебачення.

## Життєпис
Народилася 20 серпня 1938 року у Мехіко в єврейській родині.
Акторську кар'єру розпочала наприкінці 1950-х років, поєднуючи зйомки в кіно та на телебаченні з грою у театрі. 1962 року зіграла Алісію де Рок у фільмі Луїса Бунюеля «Ангел-винищувач». 1971 року виконала свою найвідомішу роль — циганки Єсенії у фільмі «Єсенія» Альфредо Кревенни, яка зазнала гучного успіху (стрічка стала абсолютним рекордсменом річного прокату за всю історію СРСР). Також помітною стала її роль в телесеріалі «Мачуха» (2005), де вона зіграла немолоду Альбу Сан-Роман, яка божеволіє через неможливе кохання до власного племінника.
2014 року знялася в музичному кліпі на пісню «Luna Mágica» Маурісіо Мартінеса.
2015 року отримала премію Мексиканської асоціації театральних критиків (ACPT) як найкраща акторка за роль у постановці «La fierrcilla tomada».

## Особисте життя
1967 року Андере вступила у шлюб з аргентинським режисером і драматургом Хосе-Марією Фернандесом Унсаїна. Їхня єдина дитина — дочка Шанталь Андере (нар. 25 січня 1972) також стала акторкою. Шлюб тривав до смерті чоловіка у червні 1997 року.

## Вибрана фільмографія
| Рік       |     | Українська назва                     | Оригінальна назва                   | Роль                                      |
| --------- | --- | ------------------------------------ | ----------------------------------- | ----------------------------------------- |
| 1959      | ф   | Весільна сукня                       | El vestido de novia                 | Неллі                                     |
| 1961      | с   | Левиця                               | La leona                            | Марія                                     |
| 1962      | с   | Пов'язані одним ланцюгом             | Encadenada                          | Лаура                                     |
| 1962      | ф   | Один день у грудні                   | Un día de diciembre                 | -                                         |
| 1962      | ф   | Ангел-винищувач                      | El Ángel exterminador               | Алісія де Рок                             |
| 1962      | с   | Ханіна                               | Janina                              | Гледіс                                    |
| 1963      | с   | Агонія любові                        | Agonia de amor                      | Джейн у юності                            |
| 1964      | с   | Габріела                             | Gabriela                            | Сара                                      |
| 1964      | с   | Завжди ваша                          | Siempre tuya                        | -                                         |
| 1965      | с   | Наше селище                          | Nuestro barrio                      | -                                         |
| 1965      | ф   | Суд Аркадіо                          | El juicio de Arcadio                | -                                         |
| 1965      | ф   | Любов, любов, любов: Лола мого життя | Amor amor amor: Lola de mi vida     | -                                         |
| 1966      | с   | Дике серце                           | Corazón salvaje                     | Айме Мольнар д'Отремон                    |
| 1966      | с   | Право на народження                  | El derecho de nacer                 | Ісабель Крістіна                          |
| 1967      | ф   | Рокамболь проти жінок-гарпій         | Rocambole contra las mujeres arpías | Марсія                                    |
| 1968      | ф   | Довгий шлях до смерті                | Un largo viaje hacia la muerte      | -                                         |
| 1968      | ф   | Трутень                              | El zangano                          | Глорія                                    |
| 1968      | с   | Легенди Мексики                      | Leyendas de México                  | -                                         |
| 1969      | ф   | День матері                          | El día de las madres                | Росаріо                                   |
| 1969      | ф   | Пастки кохання                       | Trampas de amor                     | Модеста                                   |
| 1969      | ф   | Подушка на трьох                     | Almohada para tres                  | Клаудія                                   |
| 1970      | ф   | Мамині проблеми                      | Los problemas de mamá               | Роса                                      |
| 1970      | ф   | Молоді звірі                         | Las bestias jóvenes                 | -                                         |
| 1970      | ф   | Три божевільні ночі                  | Tres noches de locura               | Ана                                       |
| 1970      | ф   | Найдавніша професія у світі          | El oficio mas antiguo del mundo     | Грасіела                                  |
| 1970      | ф   | Погані дівчатка отця Мендеса         | Las chicas malas del padre Mendez   | черниця                                   |
| 1970      | ф   | П'ятий двір                          | Quinto patio                        | Кароліна                                  |
| 1970      | ф   | Розбите серце                        | Fallaste corazón                    | -                                         |
| 1970      | ф   | Ніч насильства                       | La noche violenta                   | -                                         |
| 1970      | с   | Перехрестя                           | Encrucijada                         | Венді Кеплер                              |
| 1971      | ф   | Гніздо хижаків                       | Nido de fieras                      | -                                         |
| 1971      | ф   | Рейс 701                             | Vuelo 701                           | Лідія                                     |
| 1971      | ф   | Ніхто не спить у цьому ліжку         | En esta cama nadie duerme           | Ракель                                    |
| 1971      | ф   | Єсенія                               | Yesenia                             | Єсенія                                    |
| 1971      | ф   | Ворота Раю                           | Las puertas del paraíso             | Бланка                                    |
| 1971      | ф   | Конфіденційність секретаря           | Intimidades de una secretaria       | -                                         |
| 1972      | ф   | Сьогодні я мріяв про Бога            | Hoy he soñado con Dios              | Берта                                     |
| 1972      | ф   | Закохані                             | Los enamorados                      | -                                         |
| 1972      | ф   | Кішечка                              | La gatita                           | Ліча                                      |
| 1973      | ф   | Гра на гітарі                        | El juego de la guitarra             | -                                         |
| 1973      | ф   | Розлучення                           | Separación matrimonial              | Клара                                     |
| 1973      | с   | Лист без адреси                      | Cartas sin destino                  | Росіна                                    |
| 1974      | с   | Зловмисниця                          | Ha llegado una intrusa              | Алісія Берналь                            |
| 1974      | ф   | Хроніка кохання                      | Crónica de un amor                  | Маргарита                                 |
| 1974      | ф   | З любов'ю до смерті                  | Con amor de muerte                  | -                                         |
| 1975      | ф   | Симон Бланко                         | Simon Blanco                        | Наталія                                   |
| 1975      | ф   | Христос любить тебе                  | Cristo te ama                       | -                                         |
| 1975      | с   | Нарозхват                            | Barata de primavera                 | Летисія Реєс                              |
| 1978      | с   | Грішне кохання                       | Pecado de amor                      | Паула Отеро / Шанталь Люке                |
| 1978      | ф   | Японці не чекають                    | Los japoneses no esperan            | Хулія                                     |
| 1978      | ф   | Дім пелікана                         | La casa del pelícano                | Маргарита Рамірес                         |
| 1978      | ф   | Мексиканська витівка                 | Picardia mexicana                   | вчителька                                 |
| 1980      | с   | Сандра і Пауліна                     | Sandra y Paulina                    | Пауліна                                   |
| 1982      | ф   | Впертіша від мула                    | El cabezota                         | вчителька                                 |
| 1982      | с   | Кохай мене вічно                     | Quiéreme siempre                    | Ана Марія                                 |
| 1983—1984 | с   | Прокляття                            | El maleficio                        | Беатріс де Мартіно                        |
| 1987      | ф   | Мила родина                          | Una adorable familia                | -                                         |
| 1988      | с   | Новий світанок                       | Un nuevo amanecer                   | Лаура                                     |
| 1989      | с   | Білі ангели                          | Ángeles blancos                     | Росіо                                     |
| 1994      | ф   | Сеньйорита                           | La señorita                         | Сеньйорита                                |
| 1994      | с   | Політ орлиці                         | El vuelo del águila                 | Кармен Ромеро Рубіо де Діас               |
| 1995      | с   | Алондра                              | Alondra                             | Вероніка Реаль де Діас                    |
| 1997      | с   | Моя дорога Ісабель                   | Mi querida Isabel                   | Донья Клара                               |
| 1997—2002 | с   | Жінка, випадки з реального життя     | Mujer, casos de la vida real        | різні персонажі                           |
| 1998      | с   | Анхела                               | Ángela                              | Емілія Сантільяна Рольдан                 |
| 1999      | с   | Серафін                              | Serafín                             | Альма де ла Лус                           |
| 2000      | док | До речі про Бунюеля                  | A propósito de Buñuel               | у ролі самої себе                         |
| 2000      | с   | Моя доля — це ти                     | Mi destino eres tú                  | Нурія Дель Енсіно                         |
| 2002      | с   | Інша                                 | La otra                             | Бернарда Сайнс де Гільєн                  |
| 2005      | с   | Мачуха                               | La madrastra                        | Альба Сан-Роман                           |
| 2005      | с   | Перегріна                            | Peregrina                           | Вікторія де Алькосер                      |
| 2009      | с   | Закляття                             | Sortilegio                          | Філіпа                                    |
| 2010      | с   | Я твоя хазяйка                       | Soy tu dueña                        | Леонор де Монтесінос                      |
| 2010      | ф   | Справжні герої                       | Héroes verdaderos                   | Хосефа Ортіс де Домінгес (голос)          |
| 2013      | ф   | 7 років у шлюбі                      | 7 Años de Matrimonio                | Адріана                                   |
| 2013      | с   | Вільні, щоб кохати                   | Libre para amarte                   | Амелія                                    |
| 2016      | с   | Амазонки                             | Las amazonas                        | Бернарда                                  |
| 2018      | с   | Кохання поза законом                 | Por amar sin ley                    | Вірхінія                                  |
| 2020—2021 | с   | Мексиканка та блондин                | La mexicana y el güero              | Матильда де Сальваторе / Брунільда Селлар |
| 2023      | с   | Прокляття                            | El maleficio                        | Нурія                                     |

## Нагороди та номінації
TVyNovelas Awards
- 1984 — Номінація на найкращу акторку (Прокляття).
- 1989 — Найкраща роль у виконанні заслуженої акторки (Новий світанок).
- 1991 — Номінація на найкращу акторку (Білі ангели).
- 1995 — Найкраща роль у виконанні заслуженої акторки (Політ орлиці).
- 1998 — Найкраща роль у виконанні заслуженої акторки (Моя дорога Ісабель).
- 2003 — Найкраща роль у виконанні заслуженої акторки (Інша).
- 2003 — Номінація на найкращу лиходійку (Інша).
- 2006 — Номінація на найкращу лиходійку (Мачуха).
- 2011 — Номінація на найкращу лиходійку (Я твоя хазяйка).

Срібна богиня
- 1967 — Найкраща акторка другого плану (Ангел-винищувач).

ACE Awards
- 2006 — Найкраща акторка (Мачуха).